# Alexandre Fejes Neto
Alexandre Fejes Neto (São Paulo, 19 de maio de 1956 - São Paulo, 7 de janeiro de 2017), conhecido como Chefe Lecão, foi um jornalista, radialista e chefe escoteiro brasileiro que tinha por hábito difundir, gratuitamente, seus vários livros sobre escotismo, ecologia etc.

## Vida
De família de imigrantes vindos da Hungria, Alexandre era o filho mais velho do Sr. Alexandre Fejes Filho e da Sra. Rosália Anna Balogh Fejes. Nasceu, cresceu e viveu a maior parte da sua vida na Vila Anastácio, localizada na capital de São Paulo. Era ecologista, fotógrafo amador, videomaker e escritor, tendo trabalhado como pesquisador independente, produtor de informática e de rádio. Foi pioneiro na transmissão de softwares, tradução simultânea, imagens, e do primeiro programa radiofônico para deficientes auditivos. Em 1980, ainda trabalhando como gerente administrativo, comprou um micro da linha Sinclair e logo começou a criar softwares simples, que melhorava constantemente. Em 1985, fez um curso de sonoplastia.

## Realizações
Para resolver um problema técnico de converter ondas quadradas emitidas pelo computador para ondas senoidais emitidas pela voz, Alexandre desenvolveu um demodulador; logo, além dos programas que distribuía simultaneamente para os ouvintes, ou seja, transmitia voz por um canal e softwares por outro; logo estava transmitindo imagens pela rádio, e seu programa na Rádio USP recebeu Menção Honrosa no "Prêmio Sucesu de Jornalismo" - SP.
Era uma nova mídia que surgia, e Alexandre a batizou de Computador FM, chegando a fazer a primeira tradução simultânea: tudo que era falado em português, era legendado em ideogramas japoneses. A revista SUPER Interessante disse:
“Quem sintonizou a rádio USP FM de São Paulo às 15 horas do dia 10 de julho (1988), no programa Clip Informática Especial, dedicado à colônia japonesa, talvez tenha imaginado que o aparelho estava com defeito, tamanho o chiado que se ouvia. Mas, por estranho que pareça, o ruído era de uma mensagem de computador, transformada em linguagem sonora. O responsável pela inovação foi o engenheiro Alexandre Fejes Neto, 32 anos, que desde 1985 procura integrar computador e rádio, usando o sistema estéreo do FM, que dispõe de dois canais de transmissão. “No caso do programa aos japoneses, um canal emitiu normalmente o que o locutor dizia em português; o outro emitiu o mesmo texto, devidamente codificado em sinais sonoros e traduzido para o japonês. O ouvinte, ao acoplar o rádio a um computador, recebia a mensagem decodificada na tela.
Este trabalho de Alexandre foi divulgado em Portugal, como Rádio acessível a Pessoas Surdas, na Fundação para a Ciência e a Tecnologia, de Lisboa, e também no site Lerparaver, dedicado à temática da deficiência visual.
Na área da informática Alexandre também desenvolveu outros produtos como rede de computadores sem fio, impressoras inteligentes, transmissão de dados via portadora de FM, resenhas diárias sobre informática enviadas a clientes via telex, softwares educacionais para deficientes auditivos etc.
O jornal Folha de S. Paulo noticiou em 10/11/2001 que Alexandre Fejes Neto, produtor e apresentador do Clip Informática, em parceria com Luiz Baggio Neto, do Programa Interação dirigido a deficientes em geral, ambos da Rádio USP FM, já haviam colocado no ar lá pela metade dos anos 80, programas para surdos, e que Fejes estava retomando o antigo projeto e naquele dia os portadores de surdez teriam acesso ao programa que, em parceria com a Escola de Informática Brás & Figueiredo, além de colocar o programa na internet, prestaria consultoria e suporte técnico, com a participação da DERDIC - Divisão de Educação e Reabilitação dos Distúrbios da Comunicação, da PUC-SP, que iria informar os assuntos relacionados aos problemas de audição.

## Escotismo

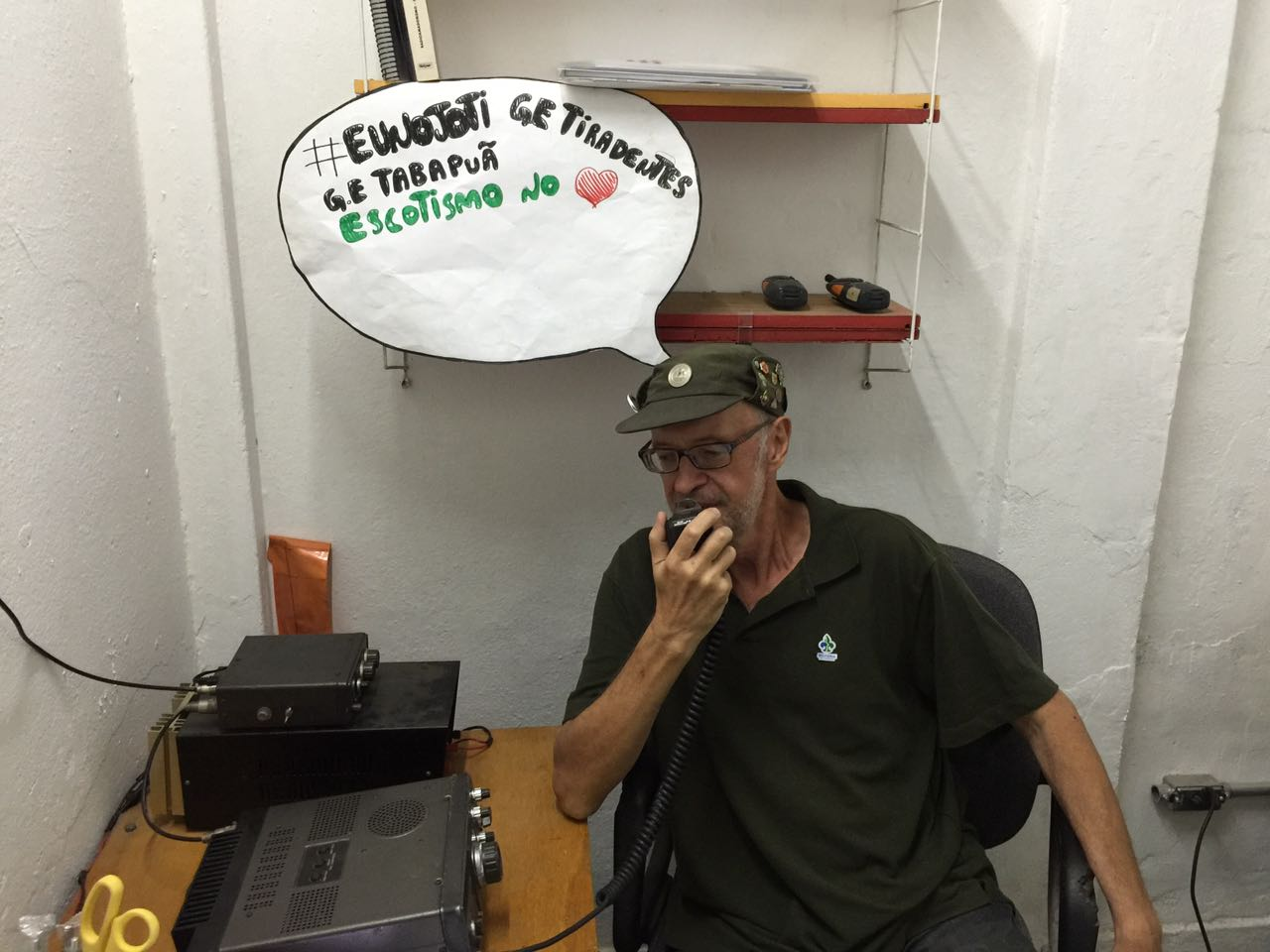
O Chefe Lecão no Jota-Joti

O Chefe Lecão seguiu "carreira" como Escoteiro, desde lobinho nas décadas de 60/70 no Grupo Escoteiro Botocudos – 181/SP, até Mestre Pioneiro, a maior parte do tempo, junto ao Grupo Escoteiro Tabapuã - 154, nas Perdizes, na Capital de São Paulo. Tinha os cursos de Dirigente, e de Escotista, nível preliminar, básico e avançado, entre tantos outros.
Em 2006 foi condecorado pela União dos Escoteiros do Brasil, com a medalha Gratidão Bronze.
Como Diretor Técnico do Tabapuã, em 2010, criou a Estação de Radioamador que recebeu da Anatel – Agência Nacional de Telecomunicações, o indicativo de chamada PY2GET; incentivando a criação de um minicurso destinado ao aprendizado do radioamadorismo, voltado ao escotismo. Coordenou diversos Jamborées no Ar e na Internet (os Jota-Joti). E em 2016, como Diretor-Presidente, obteve para o Grupo o Certificado de Grupo Padrão.

No dia 25 de março de 2017, a Câmara Municipal de São Paulo confere ao Chefe Lecão (In Memorian) o Prêmio Escotista Mario Covas Júnior de Ação Voluntária 2017:
"O ano 2016 nos surpreendeu pela forma com que fomos separados de jovens Chefes Escoteiros que buscavam com avidez o ápice de suas colaborações junto ao Movimento. Dedicado ao extremo, nos legando um imensurável elenco de novas propostas de aprendizado e educação do Escotismo, profissional de Comunicação com amplo conhecimento das maravilhas tecnológicas da Rede Mundial de Computadores, Alexandre Fejes Neto, na Rádio USP, através do programa “Clip Informática”, materializou de maneira audaciosa, ainda na década de 80, o primeiro programa de rádio para deficientes auditivos. Ainda, com o apoio do Derdic - Divisão de Educação e Reabilitação dos Distúrbios da Comunicação - da PUC-SP, conseguiu informar assuntos relacionados aos problemas de audição a um seleto público, quando ainda não se falava em inclusão social. Também criou inúmeras páginas eletrônicas dedicadas ao Movimento Escoteiro, onde consagrou o diferencial de um bom dirigente escoteiro. Atuante junto à Comissão Municipal do Movimento Escoteiro Bandeirante, foi também o idealizador do projeto Caçada Fotográfica Escoteira, onde jovens têm a oportunidade de conhecer pontos turísticos da Capital paulistana. Chamamos para receber o Prêmio Escotista Mário Covas Júnior de Ação Voluntária in memorian do saudoso Chefe Escoteiro Lecão, o Chefe Escoteiro do Grupo Escoteiro Tabapuã, Paulo Jorge Pereira Diogo, a quem recebemos com uma salva de palmas".
(Palmas) - Entrega da homenagem, sob aplausos.
Veja aqui a página do Diário Oficial da Cidade de São Paulo

## Obras
O Chefe Lecão foi um profícuo escritor e dentre suas obras, toda distribuída livremente em formato pdf, as mais concorridas entre os escoteiros são: Milagres da Cozinha Mateira, Espiritualidade Escoteira, Biscoitos Escoteiros, Scouts Song Book, em dois volumes, e Bamboo – Cultivo e Pioneirias, todos editados pelos e com o aval dos Escoteiros do Brasil.
Alexandre também era um contador de causos e anedotas; era bem humorado e amava reunir-se com os amigos e colegas de escotismo para um bom bate-papo, inclusive com os Velhos Lobos, mas fazia questão de registrar tudo.
Como fotógrafo amador, ganhou vários concursos de fotografias.
Apesar de todo conhecimento científico e tecnológico, vivia e incentivava os jovens a viverem na natureza e para a natureza, e tanto quanto possível fazendo as atividades ao ar livre.

## Livros editados
- Água - Guia de Atividades & Engenhocas - co-autoria com Thaise Cleto e Vitor Massao, CDCE, UEB-SP nº 1048421.6.10, 1ª edição 2003, revisto 2010
- Bamboo - Plantio & Pioneirias - Registro UEB nº 1197418.5.10, 1ª edição 2008, revisto 2010
- Biscoitos Escoteiros - CDCE, UEB nº 459714.6.10, 1ª edição 2009, revisto 2010
- Canções Escoteiras & Danças Circulares - UEB-SP nº 4003826.9.13, 1ª edição 2004, revisto 2013
- Espiritualidade Escoteira - CDCE, UEB, 1ª edição 2008, revisto 2010
- Jogos Indígenas - Registro UEB nº 729021.6.10, 1ª edição 2005, revisto 2010
- Milagres da cozinha escoteira - CDCE, Registro UEB nº 9602930.9.13, 1ª edição, 2004, revisto 2013